# Doppler Labs
Doppler Labs là công ty công nghệ âm thanh đặt tại San Francisco. Thành lập năm 2013 tại New York City, nhiệm vụ của công ty là khiến máy tính trở nên nhập vai và giống con người thật hơn. Công ty đã cho thiết kế và sản xuất các sản phẩm công nghệ máy tính "trong tai", bao gồm earplug và tai nghe nhét tai thông minh không dây.

## Lịch sử
Doppler Labs được đồng sáng lập bởi Noah Kraft và Fritz Lanman. Kraft đã làm việc trong ngành công nghiệp giải trí trước đó, trong khi Lanman là một giám đốc điều hành tại Microsoft và là nhà đầu tư thiên thần nổi tiếng.
Tháng 7 năm 2015, Doppler huy động được 17 triệu USD từ quỹ Series B giúp tổng nguồn quỹ của công ty vượt qua 50 triệu USD. Vòng vốn được đến từ Tập đoàn Chernin, Wildcat Capital Management, và Acequia Capital và bao gồm cả các nhà đầu tư có sức ảnh hưởng lớn như Henry Kravis, David Geffen, Blake Krikorian, Dan Gilbert , David Bonderman và Barry Sternlicht.
Sản phẩm đầu tiên của Doppler Labs là DUBS Acoustic Filters, phích cắm tai công nghệ cao được thiết kế với hệ thống lọc âm thanh vật lý 17 mảnh độc quyền nhằm giảm áp suất âm ở các tần số khác nhau trong khi vẫn duy trì được độ trung thực của âm thanh. Tháng 7 năm 2016, Doppler Labs cho ra mắt Here Active Listening tại Lễ hội âm nhạc và nghệ thuật Valley Coachella và trong năm 2017 ra mắt sản phẩm chủ lực Here One, một cặp tai nghe thông minh không dây  cho phép người dùng được lọc một cách có chọn lọc các âm thanh xung quanh, phát nhạc và khuếch đại lời nói. Nó cũng có thể được sử dụng để nghe cuộc gọi điện thoại và lọc một số âm thanh nhất định, chẳng hạn như tiếng ồn bên ngoài. Here One được gọi là máy tính trong tai đầu tiên trên thế giới.
Tháng 3 năm 2017, Doppler Labs đã kiện Bose vì hành vi vi phạm nhãn hiệu thương hiệu Here Buds của họ.
Công ty đã hỗ trợ the Đạo luật trợ thính không kê đơn (OTC) năm 2017, mà đã được thông qua bởi Quốc hội.
Ngày 1 tháng 11 năm 2017, Doppler Labs đã thông báo rằng công ty sẽ thực hiện các động thái cho việc dừng hoạt động, và chính thức đóng cửa vào ngày 1 tháng 12. Công ty đã dẫn chứng các vấn đề trong việc gây quỹ bổ sung cho Series là nguyên nhân khiến công ty ngừng hoạt động. Wired đã viết rằng công ty đã không thành công trong việc tìm kiếm các phương án để trả hết nợ trong đó bao gồm các quan hệ đối tác, đầu tư và mua lại từ các công ty như Microsoft, Apple, Google, Amazon và Facebook. Nó đang chuẩn bị tung ra sản phẩm tiếp theo, Here Two, vào năm 2018.

## Sản phẩm
Trước khi các trợ lý bằng giọng nói hay công nghệ không dây thực sự phổ biến, Doppler Labs hình dung ra được rằng máy tính sẽ di chuyển vào cơ thể con người và đi vào tai, sau đó giọng nói đó sẽ trở thành một giao diện cơ bản hơn cho cách mà con người tương tác với công nghệ. Với việc Apple tháo các giắc cắm tai nghe trên các thiết bị, sự ra mắt của AirPods, và sự phổ biến của Alexa, danh mục tai nghe thông minh mà Doppler đã có nhiều đóng góp trong việc hình thành, dự kiến sẽ trở thành ngành công nghiệp trị giá 40 tỷ đô la vào năm 2020.

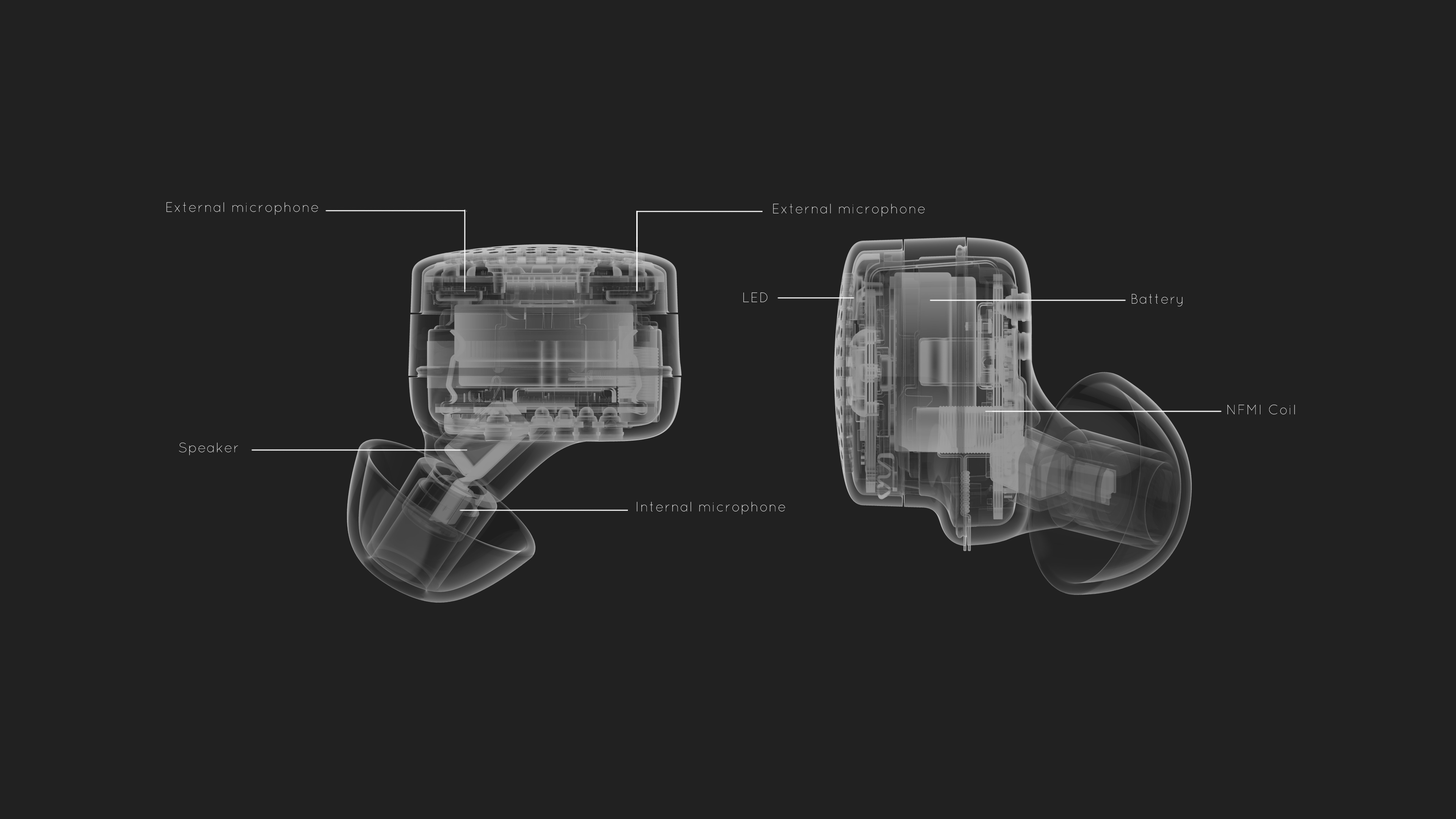
Here One Schematic Doppler Labs

Công ty đã phát triển và phân phối Here One Wireless Smart Earbuds, cặp tai nghe 3-trong-1 kết hợp tính năng phát âm thanh cao cấp, xóa bỏ tiếng ồn thông minh và cải tiến cho giọng nói thành một biểu mẫu duy nhất, cũng như tai cắm công nghệ cao DUBS Acoustic Filters. Trước đó, công ty đã phát triển và phát hành sản phẩm nối tiếp với Here One mang tên Here Active Listening, được ra mắt ban đầu trên Kickstarter.
Doppler Labs sẽ công bố và cho triển lãm các tính năng sản phẩm trong tương lai, bao gồm cả tính năng dịch ngôn ngữ thời gian thực và hệ thống "cổ máy nghe" của mình.

## Hợp tác
Ngoài các mối quan hệ hợp tác đã có từ trước với Tao Group, Coachella, Bonnaroo và Outside Lands, vào tháng 11 năm 2016, Doppler Labs tuyên bố 7 mối quan hệ hợp tác mới với The New York Philharmonic, the Cleveland Cavaliers, the Fine Arts Museums of San Francisco, JetBlue, Gimlet Media, MADE Fashion và The New York Mets nhằm mang công nghệ Here One đến các sự kiện thể thao, viện bảo tàng, phòng hòa nhạc và các môi trường sống khác.
Tháng 12 năm 2016, công ty cũng đã hợp tác với Global Citizen Festival nhằm ra mắt #HereTogether, một phong trào nhằm nâng cao nhận thức toàn cầu về nỗ lực ngăn chặn tình trạng mất thính lực và thúc đẩy sự đổi mới trong khả năng tiếp cận thính giác Như một phần của sáng kiến này, Doppler Labs cũng đã công bố Bản Điều trần về quyền lợi của mình vào tháng 4 năm 2017

## Giải thưởng và chứng nhận
- Game Changing Inventions ò 2015 của Inc Magazine[43]
- Best Inventions of 2015 của TIME Magazine[44]
- World’s Most Innovative Companies in 2016 của Fast Company[45]
- Best of Show in 2016 của SXSW[46]
- Giải Vàng Liên hoan sáng tạo quốc tế Cannes Lions cho Thiết kế sản phẩm năm 2016[47]
- Có tên trong danh sách Next Billion-Dollar Startups 2016 của Forbes Magazine.[48]
- Giải TechCrunch Crunchies Hardware of the Year Runner-Up Award năm 2017[49]

## Lên kết ngoài
- Trang web chính thức của Liên hoan sáng tạo quốc tế Cannes Lions
- Cannes Lions Archive

Bản mẫu:EMAP